# Ödpielmannsberg
Ödpielmannsberg ist ein Gemeindeteil des Marktes Moosbach im Oberpfälzer Landkreis Neustadt an der Waldnaab, Bayern.

## Geographische Lage
Das Dorf Ödpielmannsberg liegt etwa 2 km südwestlich von Moosbach und knapp 1 km östlich der Pfreimd.

## Geschichte
1777 wurde in Ödpielmannsberg eine dem heiligen Sebastian geweihte Kapelle erbaut.
Zum Stichtag 23. März 1913 (Osterfest) wurde Ödpielmannsberg als Teil der Pfarrei Böhmischbruck mit 21 Häusern und 101 Einwohnern aufgeführt.
Am 31. Dezember 1990 hatte Ödpielmannsberg 80 Einwohner und gehörte zur Pfarrei Moosbach.